# 1609 en musique classique
| \| • Retour à la chronologie générale de la musique classique • \| |
| Grèce • Rome • Haut Moyen Âge • VIIIe siècle • IXe siècle • Xe siècle • XIe siècle XIIe siècle • XIIIe siècle • XIVe siècle • XVe siècle • XVIe siècle • XVIIe siècle XVIIIe siècle • XIXe siècle • XXe siècle • XXIe siècle |
| • Retour à la chronologie générale de la musique classique • |

| Années en musique classique : 1606 - 1607 - 1608 - 1609 - 1610 - 1611 - 1612    |
| Décennies en musique classique : 1570 - 1580 - 1590 - 1600 - 1610 - 1620 - 1630 |

## Événements
- 12 octobre : la comptine Three Blind Mice apparait pour la première fois dans Deuteromelia or The Seconde part of Musicks melodie, publié à Londres. Le jeune Thomas Ravenscroft, alors choriste de la Cathédrale Saint-Paul, est considéré comme l'auteur de la chanson[1].

- John Wilbye deuxième livre de madrigaux ;
- Pierre Guédron, Ballet de la reine.

## Naissances
- Alberich Mazák, prêtre, philosophe et compositeur tchèque († 9 mai 1661).

## Décès
- 4 janvier : Giovanni Giacomo Gastoldi, compositeur, chanteur et maître de chapelle italien (° vers 1555).
- 14 avril : Gasparo da Salò, luthier italien (° 20 mai 1542).
- 15 mai : Giovanni Croce, compositeur italien, maître de chapelle de la Cappella Marciana à Venise (° 1557).
- 7 août : Eustache Du Caurroy, compositeur français (° 4 février 1549).